# The Antidote
The Antidote je šesti studijski album portugalskog gothic metal-sastava Moonspell. Album je 29. rujna 2003. objavila diskografska kuća Century Media Records. Smatra se povratkom žešćemu glazbenom stilu u usporedbi s prethodnim albumom Darkness and Hope, iako se i dalje vrlo razlikuje od prethodnih uradaka grupe. Položaj pjesama bio je promijenjen na vinilnoj inačici kako bi skladbe bile prilagođene trajanju određenih strana na ploči.
Za skladbu "Everything Invaded" bio je snimljen glazbeni spot.

## Knjiga
Album je bio objavljen uz ograničeni broj izdanja knjige O Antídoto (portugalski: "Protuotrov") književnika Joséa Luísa Peixota. I knjiga i album prate isti koncept i priču. Svaka pjesma na CD-u povezana je s poglavljem u knjizi koja nadopunjuje priču u tekstovima skladbi. CD sadrži knjigu u elektroničkom obliku.

## Popis pjesama
Tekstovi: Fernando Ribeiro. 
| 1.    | »In and Above Men«            | 4:11 |
| 2.    | »From Lowering Skies«         | 5:25 |
| 3.    | »Everything Invaded«          | 6:16 |
| 4.    | »The Southern Deathstyle«     | 4:07 |
| 5.    | »Antidote«                    | 4:45 |
| 6.    | »Capricorn at Her Feet«       | 6:04 |
| 7.    | »Lunar Still«                 | 6:55 |
| 8.    | »A Walk on the Darkside«      | 4:44 |
| 9.    | »Crystal Gazing«              | 4:52 |
| 10.   | »As We Eternally Sleep on It« | 7:09 |
| 54:28 |                               |      |

| 1. | »In and Above Men«        | 4:11 |
| 2. | »From Lowering Skies«     | 5:25 |
| 3. | »Everything Invaded«      | 6:16 |
| 4. | »The Southern Deathstyle« | 4:07 |
| 5. | »Lunar Still«             | 6:55 |

| 6.  | »Antidote«                    | 4:45 |
| 7.  | »Capricorn at Her Feet«       | 6:04 |
| 8.  | »A Walk on the Darkside«      | 4:44 |
| 9.  | »Crystal Gazing«              | 4:52 |
| 10. | »As We Eternally Sleep on It« | 7:09 |

## Recenzije
John Serba, glazbeni kritičar sa stranice AllMusic, dodijelio je albumu četiri od pet zvjezdica te je izjavio: "Poduprijet sveobuhvatnom produkcijom -- koja pažljivo postavlja guste, gotičke teksture u gruba carstva metala i obrnuto -- i uspješnim, pamtljivim skladbama, The Antidote je zasigurno najambiciozniji uradak skupine". Dodao je: "Umjetnički i privlačan, The Antidote podsjeća na nažalost podcijenjenu slavu Babylon Whoresa te bi se s njime Moonspell trebao svidjeti slušateljima koji uživaju u integritetu i progresivnoj prirodi metal podzemlja, kao i onima koji žude za pristupačnijim pjesmama. Impresivno".

## Zasluge
| Moonspell - Fernando Ribeiro – vokali - Miguel Gaspar – bubnjevi - Pedro Paixão – klavijature, semplovi, gitara - Morning Blade – gitara Dodatni glazbenici - Niclas Etelävuori – bas-gitara | Ostalo osoblje - Hiili Hiilesmaa – produkcija, inženjer zvuka, miksanje - Waldemar Sorychta – pretprodukcija - Mika Jussila – mastering - Adriano Esteves – dizajn - Paulo Moreira – naslovnica, omot albuma, fotografija - Wojtek Błasiak – ilustracije |